# Wolfgang Wagner
Wolfgang Wagner (30. august 1919 – 21. marts 2010) var en tysk operainstruktør, der fra 1966 til 2008 var leder af Festspillene i Bayreuth. 
Han var barnebarn af komponisten Richard Wagner, oldebarn af Franz Liszt og bror til den berømte sceneinstruktør Wieland Wagner (1917-1966), med hvem han i en årrække ledede festspillene og  fik dem ud af nazismens skygge og ind i en ny tid. Som instruktør var han betydelig mere traditionel end sin bror, og som leder formåede han at få store navne til Bayreuth som instruktøren Patrice Chereau og dirigenten Pierre Boulez. 